# Liste der Monuments historiques in Échannay
Die Liste der Monuments historiques in Échannay führt die Monuments historiques in der französischen Gemeinde Échannay auf.

## Liste der Objekte
| Bezeichnung                                       | Beschreibung                                                                            | Standort                           | Kennzeichnung | Schutzstatus | Datum | Bild |
| ------------------------------------------------- | --------------------------------------------------------------------------------------- | ---------------------------------- | ------------- | ------------ | ----- | ---- |
| Passions- und Auferstehungs-Retabel               | Kalkstein, 16. Jahrhundert                                                              | in der Kirche St-Rémi (Lage)       | PM21001020    | Classé       | 1907  |      |
| Skulptur Heiliger Remigius                        | Kalkstein, zweite Hälfte des 15. Jahrhunderts                                           | außen an der Kirche St-Rémi (Lage) | PM21001021    | Classé       | 1912  |      |
| Pietà                                             | Kalkstein, farbig gefasst, zweite Hälfte des 16. Jahrhunderts                           | in der Kirche St-Rémi (Lage)       | PM21001022    | Classé       | 1960  |      |
| Skulptur Unterweisung Mariens                     | Kalkstein, farbig gefasst, 16. Jahrhundert                                              | in der Kirche St-Rémi (Lage)       | PM21001023    | Classé       | 1960  |      |
| Georgsreliquiar                                   | Kupfer, Anfang des 16. Jahrhunderts                                                     | in der Kirche St-Rémi (Lage)       | PM21005153    | Inscrit      | 2017  |      |
| Skulpturengruppe: Madonna mit Kind und zwei Engel | Aufsatz eines Prozessionsstabs; Holz, farbig gefasst und vergoldet, 17. Jahrhundert (?) | in der Kirche St-Rémi (Lage)       | PM21005154    | Inscrit      | 2017  |      |
| Turmhahn                                          | Metall, bemalt, 19. Jahrhundert                                                         | in der Kirche St-Rémi (Lage)       | PM21005155    | Inscrit      | 2017  |      |
| Kronleuchter                                      | Messing, Gals, Mitte des 19. Jahrhunderts                                               | in der Kirche St-Rémi (Lage)       | PM21005156    | Inscrit      | 2017  |      |
| Radleuchter                                       | Messing, Email, Mitte des 19. Jahrhunderts                                              | in der Kirche St-Rémi (Lage)       | PM21005157    | Inscrit      | 2017  |      |